# Fenaquistoscopio

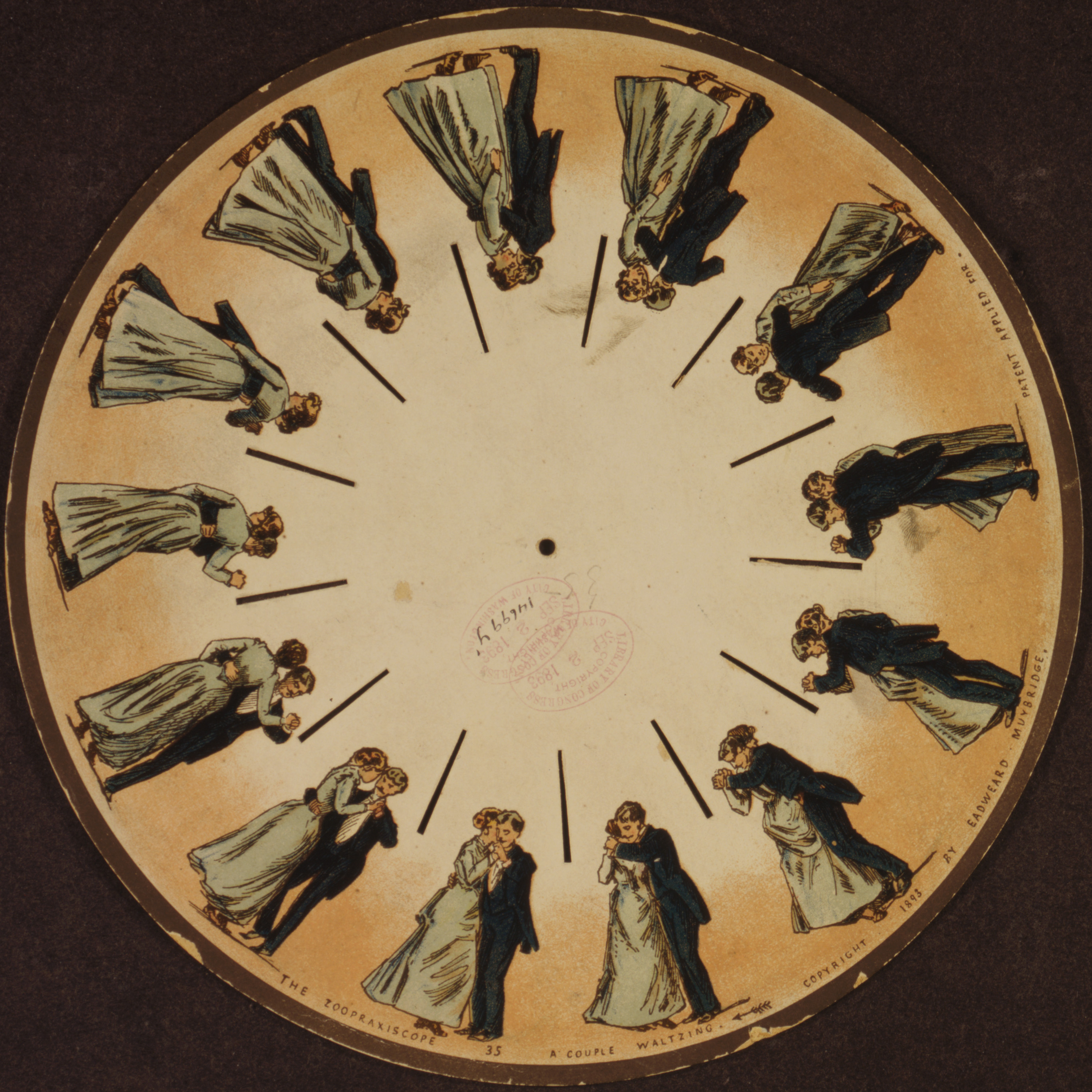
Un disco de fenaquistoscopio de 1893

Simulación del movimiento de las imágenes reflejadas en un espejo

El fenaquistoscopio (del griego phénakistiscos (engañar) y scopein (examinar, mirar)) fue el primer juguete óptico que permitía reproducir el movimiento de una imagen. Fue inventado simultáneamente en 1832 por el físico belga Joseph Plateau y por el matemático e inventor austríaco Simon von Stampfer.
El aparato está compuesto por un disco giratorio de cartón con una serie de rendijas o ranuras equidistantes y una serie de dibujos que descomponen las fases de un movimiento en una de sus caras. El espectador se sitúa delante de un espejo y coloca las imágenes de cara al espejo de forma que al hacer girar el disco y mirar a través de una ranura se obtiene la ilusión de las imágenes en movimiento. La separación entre las rendijas hace la función de obturador de forma que la imagen retenida en el cerebro puede unirse con la imagen siguiente del disco, dando sensación de movimiento cuando el cartón gira a una velocidad adecuada.

## Etimología y ortografía
Cuando el diario Le Figaro presentó el aparato en junio de 1833, explicó que el término «fenaquistoscopio» provenía de las palabras griegas phénakistiscos, que significa «engañar» o «decepcionar», y de skopein, que a su vez significa «examinar» o «mirar», puesto que ops significaba «ojo». Así pues, el nombre que se quiso dar a la palabra era algo como «engaño de la mirada», «decepción del ojo» o «ilusión óptica».
El invento tiene como nombre real «fenaquisticopio» (phénakisticope), a pesar de que se hizo conocido con el nombre mal escrito, «fenaquistoscopio» (phenakistoscope).
El término fenaquisticopio fue utilizado por primera vez posiblemente por la compañía francesa Alphonse Giroux et Compagnie en una solicitud por una licencia de exportación el 29 de mayo de 1833, y este nombre se utilizó en sus juegos de cajas. Otro editor de París, Junin & Lazard, lo denominó del mismo modo (phénakisticope) pero sin el acento (phenakisticope).
El inventor, Joseph Plateau, no le dio nombre al aparato cuando se presentó en enero de 1833, pero lo utilizó más tarde aquel mismo año en un artículo para referirse a otra versión que había salido en el mercado con la cual él no tenía nada que ver. En ese momento, él tenía una edición del producto en el mercado la cual llamaba "Fantascopio". Una edición anterior se había denominado "Fantasmascopio".
El nombre de “fenaquistoscopio” posiblemente fue introducido por los litógrafos Forrester & Nichol en colaboración con el óptico Johnn Dunn; ellos utilizaron el título “El Fenaquistoscopio o el Disco Mágico” en sus juegos de cajas como publicidad en septiembre de 1833. La palabra “scopi”, que estaba escrita mal, se entendió como que venía de la palabra griega “skopos” que significaba “objeto de atención”, “observador” o “el que mira”, y que en aquel momento era bastante utilizado a la hora de denominar utensilios ópticos, como por ejemplo, el telescopio, el calidoscopio o el bioscopio.
Actualmente, el incorrecto “fenaquistoscopio” parece que es el más utilizado.

## Tecnología
El fonendoscopio utilizaba un disco giratorio de cartón enganchado verticalmente a un mango. Dispuestas alrededor del centro del disco había una serie de imágenes que mostraban diferentes fases de una animación, y entre cada una de estas había cortada una apertura vertical, con una distancia igual entre ellas. El usuario tenía que hacer girar el disco ante un espejo y mirar a través de las grietas en movimiento. El escaneo de las aperturas a las imágenes reflejadas prevenía que se volvieran borrosas al ojo, así el usuario vería una serie de imágenes estáticas que, debido a la velocidad de la sucesión, aparecerían como una sola imagen en movimiento.
Cuando hay el mismo número de imágenes que de aperturas, las imágenes se animarán en una posición fija, y no derivarán a través del disco. Menos imágenes que aperturas, derivarán en la dirección opuesta a la cual gira el disco. Más imágenes que aperturas, derivarán en la misma dirección.
A la inversa que el zootropo y otros sucesores, el fonendoscopio solo podía ser utilizado por una persona cada vez.
Las imágenes del fenaquistoscopio se distorsionan cuando se gira el disco suficientemente rápido para producir la ilusión de movimiento; aparecen algo más alargadas y ligeramente curvadas. Algunas veces, los animadores las dibujaban con la distorsión opuesta para compensar. Aun así, la mayoría de animaciones no intentaban dar una representación realista y, además, la distorsión no era demasiado obvia en los dibujos animados.
La distorsión y el parpadeo causados por las aperturas rodantes no se ven ahora en la mayoría de animaciones de fenaquistoscopio que encontramos en línea (por ejemplo la animación GIF de esta página). Estos son re-animaciones hechas con ordenador y no una réplica de la experiencia de mirar a través de un fenaquistoscopio, pero pueden presentar el trabajo de los animadores de una manera optimizada. En algunas re-animaciones modernas con algunos errores de cálculo también vemos las aperturas rotando, las cuales, vistas en un fenaquistoscopio real, estarían quietas. Esto también acaba resultando en que las figuras se mueven a través del disco cuando se tendrían que quedar quietas.
La mayoría de los discos comercializados eran impresiones litográficas pintadas a mano, a pesar de que litografías multicolores y otras técnicas de impresión eran utilizadas por algunos fabricantes.

## Variaciones
Había muchas versiones del fenaquistoscopio que utilizaban discos ilustrados más pequeños de cartón sin cortar, que se tenían que situar en un disco más grande con ranuras. Una variante común tenía el disco ilustrado en un lado de un eje de latón y el disco con las ranuras al otro lado; esto era ligeramente más pesado pero no necesitabas espejo para utilizarlo y se decía que producía imágenes más claras.
Fores ofreció un Exhibitor: un mango para dos discos con ranuras y un tercer disco con ilustraciones a cada lado entremedias de los dos. Este modelo permitía que dos espectadores miraran las animaciones a la vez sin necesidad de espejo.
Algunos discos tenían los bordes del cartón con formas para simular que el dibujo de la animación reptaba hasta el borde. Ackermann & Co. publicaron tres de estos discos el 1833, incluyendo uno que había hecho el inventor Joseph Plateau.
Algunas versiones añadían un pie de madera con una manivela para hacer girar el disco.
A partir del 1850 se produjeron y vendieron muchos fenaquistoscopios proyectores con discos de vidrio, pero no triunfaron mucho. Uno de ellos fue el "proyecto fenaquistoscópico", un juguete creado por el barón Franz von Uchatius en 1852. Este resultó de la combinación de juguetes estroboscópicos con un proyector de diapositivas con luz, y es la primera idea que se tuvo sobre el dibujo animado. Combinando un disco fenaquistoscópico con una linterna, Uchatius consiguió que la ilusión del movimiento se proyectase sobre una pantalla.
Se experimentó con versiones estereoscópicas del fenaquistoscopio, pero tampoco triunfaron.

## Invención

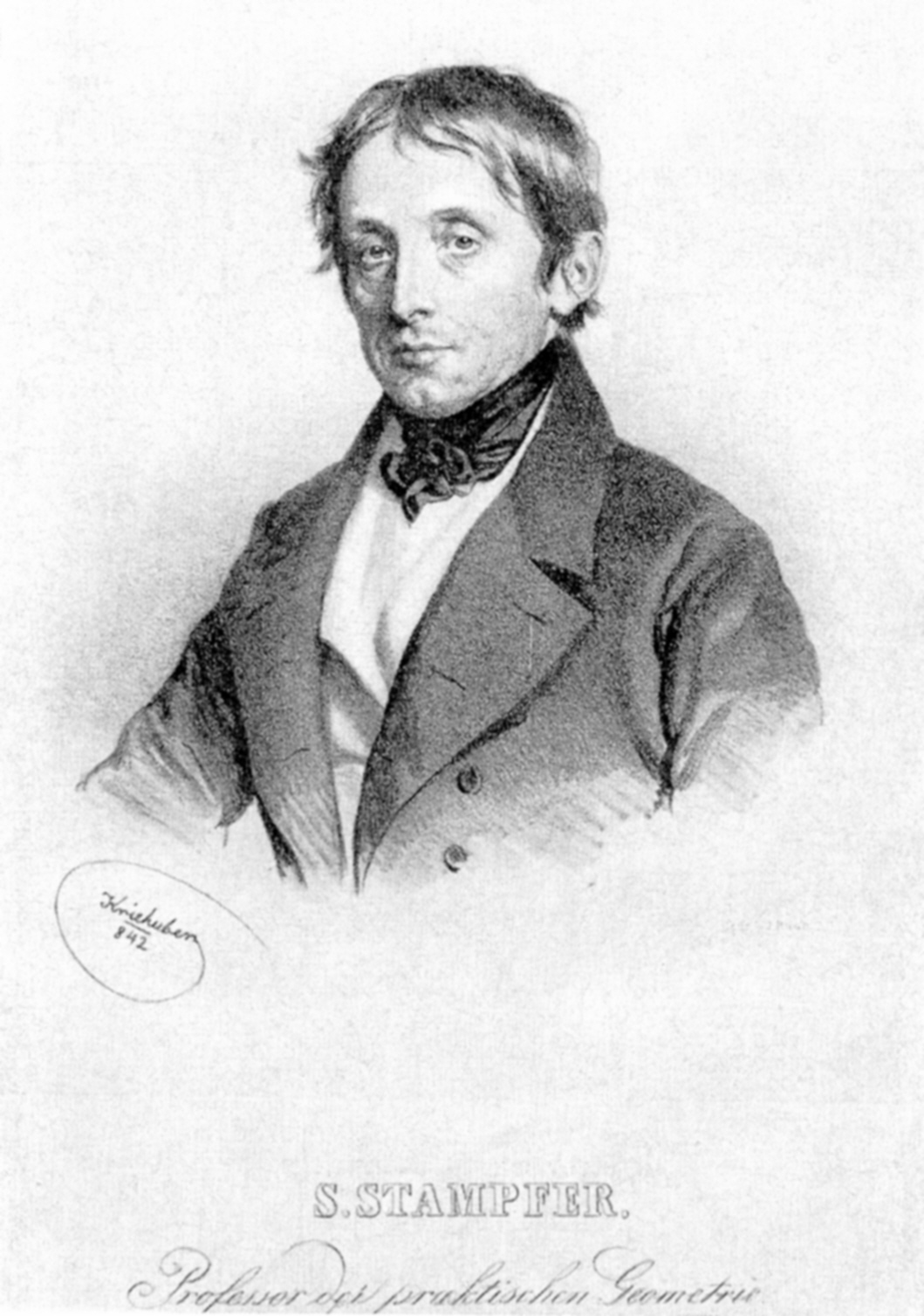
Simon Stampfer, profesor austríaco

El fenaquistoscopio fue inventado casi simultáneamente en noviembre o diciembre de 1832 por el físico belga Joseph Plateau y por el profesor austríaco de geometría práctica Simon Stampfer.
En unos experimentos anteriores, Plateau se dio cuenta de que cuando mirabas desde una distancia corta dos ruedas dentadas concéntricas que giraran rápidamente en direcciones opuestas, se producía la ilusión óptica de una rueda inmóvil. Más tarde, leyó el artículo de 1824 Explanation of an optical deception in the appearance of the spokes of a wheel when seen through vertical apertures (Explicación de una decepción óptica en la apariencia de los radios de una rueda que es vista a través de aperturas verticales) de Peter Mark Roget, que hablaba sobre el mismo fenómeno. Plateau decidió investigar más profundamente el fenómeno y más adelante publicó sus resultados en 1828 y 1830 a Correspondance Mathématique et Physique. A principios de 1831, Michael Faraday publicó su artículo On a peculiar Class of Optical Illusions (Sobre un tipo curioso de ilusiones ópticas) sobre resultados similares. Algunos detalles nuevos, como mirar al reflejo de la rueda en un espejo a través de sus dientes, inspiró Plateau a hacer más experimentos. Después de varios intentos y muchas dificultades, construyó un modelo de trabajo del fenaquistoscopio en noviembre o diciembre de 1832. Plateau publicó su invención el 21 de enero de 1833 en una carta al Correspondance Mathématique te Physique. El artículo se titulaba Sur un nouveau genre de illusions de optique (Sobre un nuevo tipo de ilusiones ópticas) y no mencionaba un nombre para su aparato. Estaba ilustrado con un plato de un bailarín haciendo piruetas pintado solo como un contorno, pero Plateau sugería que sería más efectivo cuando estuviera sombreado y pintado.

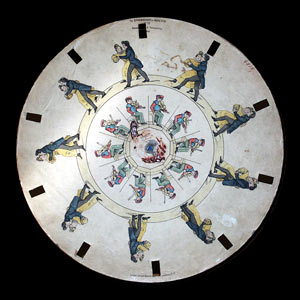
El disco que Stampfer creó, el Stroboscopischen Scheiben oder optischen Zauberscheiben

Stampfer leyó sobre los descubrimientos de Faraday en diciembre de 1832 y se inspiró para hacer un experimento similar, que poco después lo llevó a la invención que él denominó Stroboscopischen Scheiben oder optischen Zauberscheiben (Discos estroboscopicos o discos ópticos mágicos). Stampfer había pensado al colocar la secuencia de imágenes o bien en un disco, en un cilindro (como el zoótropo, que vino más tarde), o, en el caso de un gran número de imágenes, en una tira larga de papel o tela estirada en bucle alrededor de dos carretes paralelos (del mismo modo que las cintas de película más tarde estarían enrolladas). También sugirió que la mayor parte del disco o del espejo estuviera cubierto con una tela o un cartón, de este modo solo se vería una de las imágenes, y pintar un teatrillo y cortinas alrededor de la parte cortada. Stampfer también propuso una versión que tenía un disco con los dibujos en uno de los lados y un disco con aperturas al otro lado de un eje, pero al final pensó que hacer girar la rueda ante el espejo era más fácil. Hacia febrero de 1833 él ya había preparado juegos de cajas de seis discos de doble cara, que muy temprano fueron publicados por Trentsensky & Vieweg. A Matthias Trentsensky y Stampfer les concedieron una patente austríaca, el Privilegium, por los discos el 7 de mayo de 1833.
El publicista y asesor de doctorado de Plateau, Adolphe Quetelet, reclamó que había recibido un modelo de trabajo para presentárselo a Faraday en noviembre de 1832. Plateau mencionó en 1836 que era difícil decir el momento exacto en qué tuvo la idea pero que consiguió montar por primera vez su invento con éxito en diciembre. Manifestó que creía en la afirmación que Stampfer había creado su versión al mismo tiempo.
Peter Mark Roget reclamó en 1834 que había construido varios fenaquistoscopios y los había enseñado a amigos hacia la primavera de 1831, pero como consecuencia de ocupaciones más serias no había llegado a publicar ningún informe sobre su invención.

## Leyes neurobiológicas del sistema visual
El efecto de movimiento aparente percibido en la sucesión de imágenes estáticas, ha sido asociado erróneamente a la persistencia de la visión, también llamada persistencia retiniana. 
El 1 de junio de 1994, se publicaba en la revista científica Brain, el artículo The neurology of kinetic art, en el que se describe el arte cinético como un arte en el que el movimiento objetivo juega un papel dominante o en el que la percepción del movimiento está fuertemente inducida por una figura estática. Se sugiere que todo arte visual debe obedecer las leyes del sistema visual: 
1. Una imagen del mundo visual no se imprime en la retina, sino que se ensambla en la corteza visual.
2. Atributos separados de la escena visual son procesados en partes geográficamente separadas de la corteza visual, antes de combinarse para dar una imagen unificada y coherente del mundo visual.
3. Los atributos identificados y procesados por separado en la corteza cerebral son los que tienen primacía en la visión.
4. Estos atributos principales son: el color, la forma, el movimiento (es el primer atributo percibido) y posiblemente la profundidad.

Los involucrados en el arte cinético han intentado explotar el movimiento. Los artistas están explorando sin saberlo la organización del cerebro visual.

## Producción comercial
Los editores Trentsensky & Vieweg probablemente produjeron la primera edición del Stroboscopische Scheiben del profesor Stampfer, poco después de que estuvieran acabados en febrero de 1833, pero posiblemente esperaron hasta que el Privilegium fuera oficial el 7 de mayo de 1833. No estaban preparados para el éxito inmediato: se acabaron las existencias en cuatro semanas y se quedaron incapacitados de enviar pedidos. Estos discos seguramente tenían agujeros redondos como lo ilustraba un artículo de 1886 y una reconstrucción que William Day hizo, pero no se conoce ninguna copia original que todavía se conserve. Trentsensky & Vieweg presentaron un nuevo juego de cajas mejorado y expandido de ocho discos de doble cara con aperturas verticales en julio de 1833. No mucho más tarde, se empezaron a publicar ediciones inglesas como las de James Black y Joseph Myers & Co. Un total de 28 diseños diferentes de los discos han sido acreditados a Simon Stampfer.
Joseph Plateau nunca patentó su invención y probablemente no estaba muy interesado en explotarla, pero diseñó seis diseños de los discos para Ackermann & Co. en Londres. Estos se presentaron en julio de 1833 como Fantasmascopio o Fantascopio. Seguidamente, Ackermann & Co. publicaron dos juegos de cajas de discos más, uno diseñado por Thomas Talbot Bury y el otro, por Thomas Mann Baynes.
Mientras tanto, otros editores se inspiraron con la primera edición del Stroboscopische Scheiben del profesor Stampfer: Alphonse Giroux et Compagnie pidió una licencia francesa de importación el 28 de mayo de 1833 por Le Phénakisticope, la cual le concedieron el 5 de agosto de aquel año. Ellos ya tenían un primer juego de cajas de 12 discos disponible para antes de finales de junio. Antes de acabar el año, ya habían lanzado al mercado dos juegos de cajas más.
Joh Bal Albert publicó el Die belebte Wunderscheibe (La rueda de la maravilla animada) antes del 18 de junio de 1833 en Fráncfort. Esta versión tenía un disco sin cortar con las imágenes y otro disco separado más grande con agujeros redondos. El juego de cajas de Die belebte Wunderscheibe de la colección de Dick Balzer muestra diferentes discos con diseños que son muy parecidos a los de Stampfer y otros que se asemejan mucho a los del primer juego de Giroux. No está claro dónde se originaron estos diseños, excepto los de Stampfer, pero muchos de ellos se repiten en muchos discos de otros editores. Es poco probable que todas estas copias se hicieran sin ningún tipo de licencia entre compañías o artistas.
Ambos Joseph Plateau y Simon Stampfer se quejaron hacia julio de 1833 que los diseños que habían visto en los productos de la competencia estaban mal hechos y no querían que se les asociara con ellos.
El fenaquistoscopio se volvió muy popular y seguidamente hubo otros editores publicando discos con nombres varios como:
- Toover-schijf (de A. Van Emden, Ámsterdam, agosto de 1833)
- McLean’s Optical Illusion, o, Magic Panorama (Londres, 1833)
- Serías’s Moving Panorama, o, Optical Illusions (Londres, septiembre de 1833)
- The Phenakistiscope o Magic Disco (de Forrester & Nichol & John Dunn, septiembre de 1833)
- Motoscope of wonderschijf (Ámsterdam, septiembre de 1833)
- Soffe’s Phantascopic Pantomime, o Magic Illusions (diciembre de 1833)
- Le Fantascope (de Dero-Becker, Bélgica, diciembre de 1833)
- Le Phenakisticope (de Junin & Lazard, París, 1833?)
- The Phenakisticope, o Living Picture (por W. Soffe)
- Wallis's Wheel of Wonders (Londres, diciembre de 1834)
- The Laughingatus, o Magic Circle (de G.S. Tregear, alrededor de 1835)
- Periphanoscop - oder Optisches Zauber-theater (de R.S. Siebenmann, Arau)
- Optische Zauber-Scheiben (origen desconocido)
- Optische Belustigungen (origen desconocido)
- Das Phorolyt oder die magische Doppelscheibe (de Purkyně & Pornatzki, Breslau, 1841)
- Fantasmascope. Tooneelen in den spiegel (de K. Fuhri, The Hague, 1848)
- Kinesiskop (diseñado por Purkyně, publicado por Ferdinand Durst, Praga, 1861)
- The Magic Wheel (de J. Bradburn, EE. UU., 1864)
- El Ékonoscope dey Pellerin & Cie, Francia, 1868)
- Pantinoscope (con Journal des Demoiselles, Francia, 1868)
- Magic Circle (de G. Ingram, alrededor de 1870)
- Tableaux Animara - Nouveau Phénakistiscope (de Wattilaux, Francia, alrededor de 1875)
- The Zoopraxiscope (de Muybridge, EE. UU., 1893)
- Prof. Zimmerman's Ludoscope (de Harbach & Co, Filadelfia, 1904)

Después de su introducción comercial por parte de Milton Bradley Company, el zoótropo (patentado en 1867) enseguida se convirtió en un aparato de animación más popular y, consecuentemente, menos fenaquistoscopios se producían.

## Uso científico

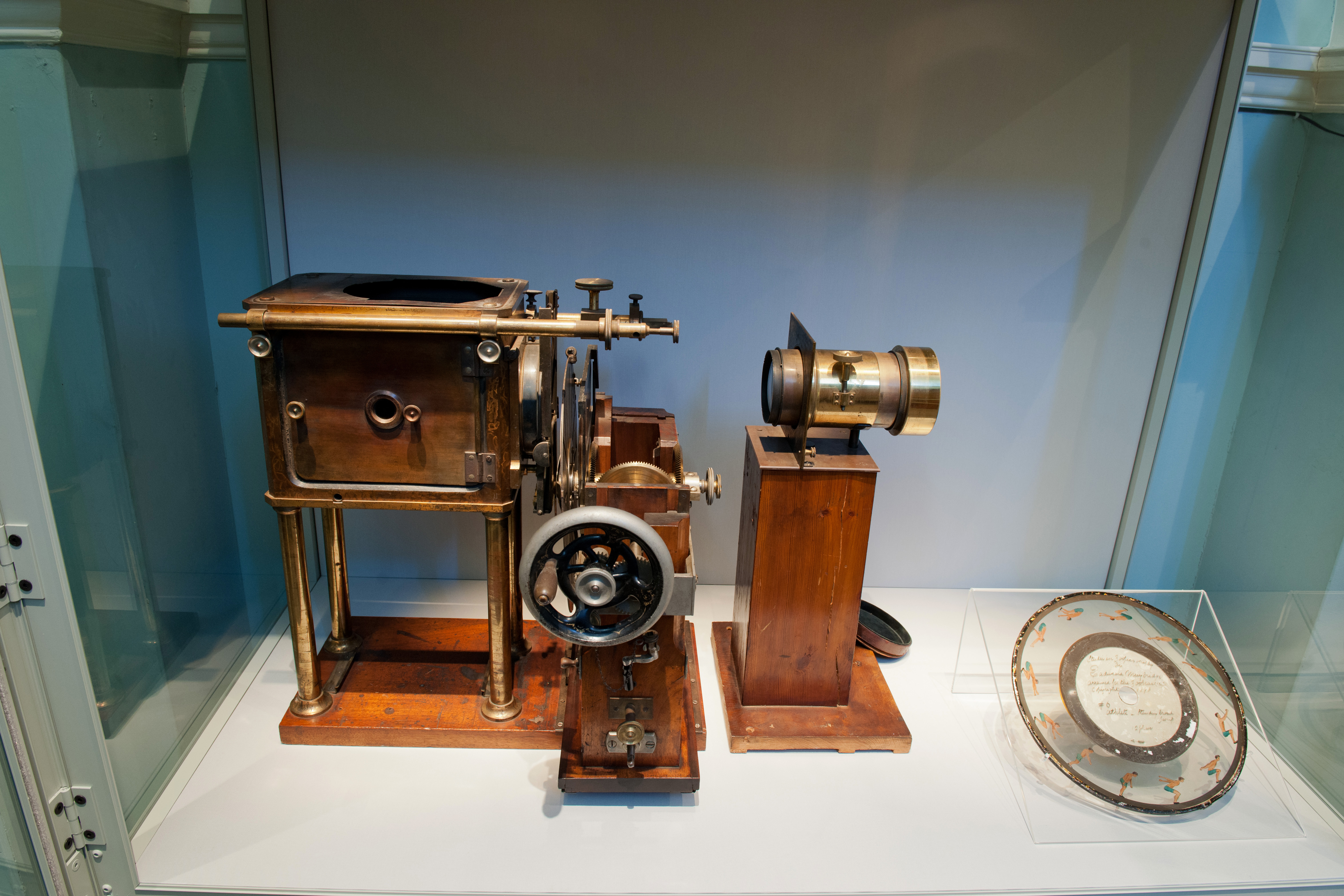
Zoopraxiscopio de Muybridge

El fenaquistoscopio fue inventado a raíz de la investigación científica sobre ilusiones ópticas y fue publicado como hallazgo científico, pero enseguida el aparato cogió fama como nuevo juguete de entretenimiento. Cuando la novedad se fue, quedó como un juguete para niños, pero aún encontró utilidad como herramienta de demostración para algunos científicos.
Desde 1837, el psicólogo checo Jan Purkyněused utilizaba una versión suya, llamada Phorolyt, en conferencias. En 1861 uno de los temas que ilustró fue el latido del corazón.
El físico alemán Johann Heinrich Jakob Müll publicó un grupo de 8 discos que ilustraban el movimiento de varias olas (las olas del sonido, del aire, del agua, etc.) junto con J. V. Albert en Fráncfort el año 1846.
El famoso pionero inglés en los estudios de la fotografía en movimiento Eadweard Muybridge construyó un fenaquistoscopio proyector por el cual hizo convertir sus fotografías en imágenes en discos de vidrio. Los resultados no siempre eran muy científicos; a menudo editaba sus secuencias fotográficas por razones estéticas y por los discos de vidrio, a veces rehacía alguna fotografía de alguna serie para crear una nueva combinación. Un ejemplo sería la secuencia  del hombre dando volteretas sobre un toro mientras era perseguido por un perro. Para uno de los discos, eligió una representación fotográfica: la secuencia de un esqueleto de caballo que corría, la cual seguramente era probablemente demasiado detallada para ser pintada sobre el vidrio. Este disco fue la primera película hecha con la técnica del stop motion. Muybridge denominó a su invento Zoogiroscopio, pero al cabo de poco lo cambió por Zoopraxiscopio. Lo utilizó en numerosas conferencias sobre locomoción animal y humana entre 1880 y 1895.

## Hoy en día
El premio Especial Honorario Joseph Plateau, una réplica del fenaquistoscopio original del inventor, se da cada año en el Festival Internacional de Cine de Flanders a un invitado especial cuyos éxitos le hayan permitido ganarse un espacio distinguido y especial dentro de la historia internacional de la realización de películas.